# Historia monachorum in Aegypto
A Historia monachorum in Aegypto é o relato de uma viagem entre monges egípcios feita durante o inverno de 394/395 por um grupo de sete peregrinos, então contada à comunidade monástica de Melânia, a Jovem e Rufino de Aquileia no Monte de Oliveiras em Jerusalém. Os viajantes, que aparecem em certas passagens como falantes de latim, sem dúvida pertenciam a esta comunidade. O autor, aparentemente o guia do grupo, não se diz. O historiador Sozomeno (Histoire ecclésiastique, VI, 29) atribui um texto semelhante ao bispo Timóteo de Alexandria, mas não pode ser o mesmo (este prelado morreu dez anos antes). Edward Cuthbert Butler (editor da História de Lausanne em 1898) especulou que havia confundido um diácono Timóteo de Alexandria mencionado em 412, mas isso é mera conjectura. 
O texto chegou até nós (entre outros) em uma versão grega e uma versão latina, esta última certamente devido a Rufino de Aquileia. As duas versões são um tanto diferentes. Butler e Festugière estabeleceram, contra hipóteses anteriores, que o texto em latim era de fato uma tradução um tanto solta do original grego, que Rufin talvez estivesse lendo de uma forma ligeiramente diferente daquela que chegou até nós. O texto grego, apresentado de forma variada de acordo com os manuscritos, frequentemente aparece misturado com a História de Lausanne, os diferentes capítulos dedicados aos anacoretas (em geral 26) sendo integrados no outro texto. Existem também versões antigas em siríaco e armênio, e parte do primeiro capítulo (dedicado a São João do Egito) está preservado em copta. 

## Edições
- André-Jean Festugière, Historia monachorum in Aegypto, Bruxelles, 1961 (texte grec et traduction ; trad. Les moines d'Orient, IV/1, Paris, 1964), réimp. avec la trad. et des index, Bruxelles, 1971.
- Paul Devos, « Fragments coptes de l'Historia monachorum (S. Jean de Lycopolis) », Analecta Bollandiana 87, 1969, p. 417-440.